# Mandragora (wydawnictwo)

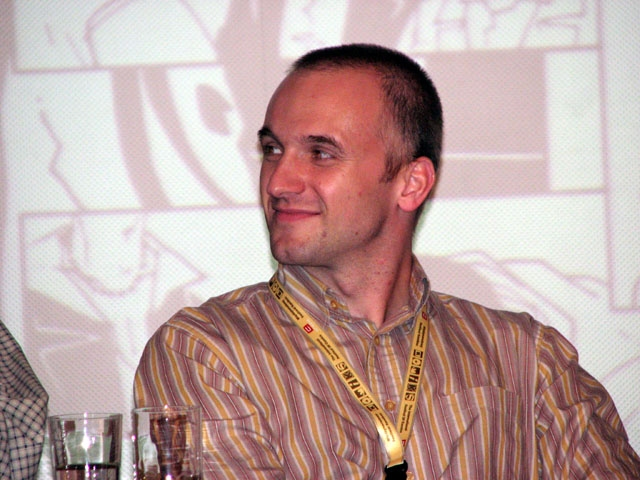
Przemysław Wróbel

Mandragora – polskie wydawnictwo komiksowe z siedzibą w Warszawie, działające od 2001 do 2008 (przez pierwszych kilka lat siedzibą był Wrocław), założone i kierowane przez Przemysława Wróbla.

## Historia i działalność
Przemysław Wróbel był wcześniej sekretarzem redakcji w wydawnictwie Siedmioróg. Własne wydawnictwo założył w 2001.
Pierwsze albumy, Pielgrzyma Gartha Ennisa i Carlosa Ezquerry oraz Egon Tatjany i Ponticelliego Mandragora zaprezentowała w marcu 2002 na Warszawskich Spotkaniach Komiksowych. Publikacje wyróżniały się niespotykaną dotychczas na polskim rynku jakością edytorską, co stało się standardem i znakiem rozpoznawczym wydawnictwa w pierwszym okresie, a także wpłynęło na innych wydawców. Podobne edycje dotyczyły następnie komiksów z serii Universe, Midnight Nation, Hitman, 100 naboi, Transmetropolitan. Bibliofilski charakter wydań pociągał za sobą wysokie ceny, sięgające 100 złotych. W kolejnych latach wydawała także komiksy w postaci 20-stronicowych zeszytów (jak pierwszy Wolverine (Marvel):Origin Paula Jenkinsa i Andy'ego Kuberta). W ten sposób wydano m.in. komiksy z serii Spawn, Punisher, Darkness, Wolverine (Marvel)/Hulk, Abra Makabra. Stopniowo ten format stał się dominujący w ofercie wydawnictwa. Od 2005 Mandragora wydawała także japońskie komiksy manga i koreańskie manhwa, a pierwszym tytułem był Vagabond (łącznie w latach 2005-2007 wydano sześć tytułów, m.in. Samotny wilk i szczenię, Usagi Yojimbo).
Z autorów polskich wydawało m.in. komiksy Krzysztofa Gawronkiewicza i Dennisa Wojdy (Moherowe sny), Tobiasza Piątkowskiego i Roberta Adlera (48 stron), Joanny Karpowicz (Szminka), Jacka Michalskiego (Obywatel), Rafała Gosienieckiego, Filipa Myszkowskiego (Eryk), Krzysztofa Ostrowskiego (Nadzwyczajni ze scenariuszem D. Wojdy), Roberta Służałego (Benek Dampc). Scenarzystą niektórych z nich był Jerzy Szyłak (Szminka, Obywatel, Benek Dampc). Wydawniczym hitem wydawnictwa była seria 48 stron. W ocenie wydawcy bardzo dobrze sprzedawały się także Moherowe sny Krzysztofa Gawronkiewicza i Dennisa Wojdy, Esencja Krzysztofa Gawronkiewicza i Grzegorza Janusza, Ciach bajera Bartosza Słomki.
W kolejnych latach opublikowało 279 pozycji: 2002 - 23 tytuły, 2003 - 35 tytułów, 2004 - 55 tytułów, 2005 - 63 tytuły, 2006 - 82 tytuły, 2007 - 19 tytułów, 2008 - 2 tytuły. W pierwszych dwóch latach było trzecim (po Egmont Polska i Japonica Polonica Fantastica), w latach 2004-2006 drugim (po Egmont Polska) wydawcą w Polsce pod względem ilości wydanych tytułów. Średni nakład wynosił ok. 3000 egzemplarzy.
Zdaniem Jerzego Szyłaka razem z wydawnictwem Egmont Polska i Produktem Michała Śledzińskiego kształtowało hierarchię wydawanych polskich twórców na rynku komiksowym początku XXI wieku. W ocenie Huberta Ronka dobierając pozycje do wydania działało w dużej mierze intuicyjnie, bazując na doświadczeniu fanowskim i kolekcjonerskim.
W 2005 i 2006 wydawnictwo otrzymało nagrodę dla najlepszego polskiego wydawcy komiksów przyznawaną przez organizatorów Międzynarodowego Festiwalu Komiksu w Łodzi.
Zakończyło działalność w 2008, a przyczyną tego były błędne decyzje biznesowe związane z wydawaniem komiksów amerykańskich, które pociągnęły za sobą bankructwo firmy.